# Bauzi (Volk)

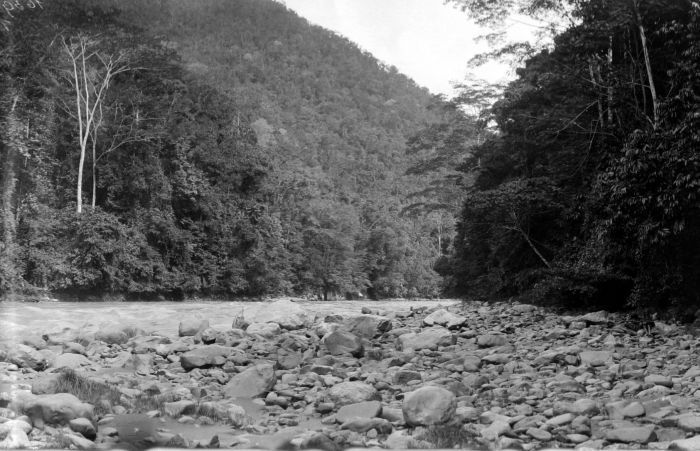
Am Mamberano-Fluss

Die Bauzi sind ein Volk mit etwa 1500 Stammesmitgliedern, das im nord-zentralen indonesischen Neuguinea lebt.
Ihr Siedlungsgebiet liegt am unteren Verlauf des Mamberamo-Flusses. Sie werden von einer Vielzahl weiterer zu unterscheidender Ethnien umgeben, wie den Nisa, Bagusa, Trimuris, Kauwera, Burmeso, Erital, Obukultai, Biritai und anderen. In vergangenen Tagen hatten die Bauzi eine animistische Lokalreligion. Heute sollen sie zu 65 % christianisiert sein. Die meisten Stammesangehörigen gehen der traditionellen Kriegskunst heute nicht mehr nach.
Im Jahr 1985 sorgten die Bauzi für Aufsehen, als sie auf das – erst 1990 einer erweiterten Öffentlichkeit bekannt gewordene – Volk der Kirikiri-sprachigen Faia übergriffen und nahezu alle erwachsenen Stammesangehörigen töteten, sowie deren übrig gebliebenen Kinder mitnahmen und selbst erzogen.